# Nature One
Nature One (Eigenschreibweise NATURE ONE) ist eines der größten europäischen Festivals der elektronischen Tanzmusik und fand zum ersten Mal im Jahre 1995 statt. Initiiert wurde Nature One von dem Schweizer Nikolaus Schär.

## Hintergrund

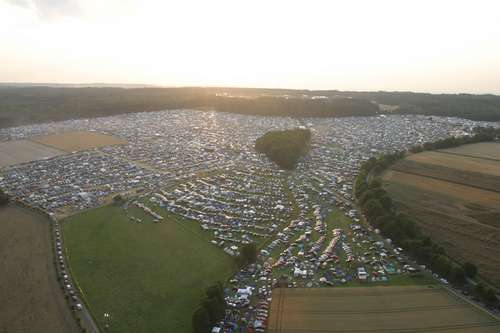
Über 40.000 Camper verwandeln die Felder und Weiden am Festivalgelände der Nature One 2004 in einen riesigen Campingplatz

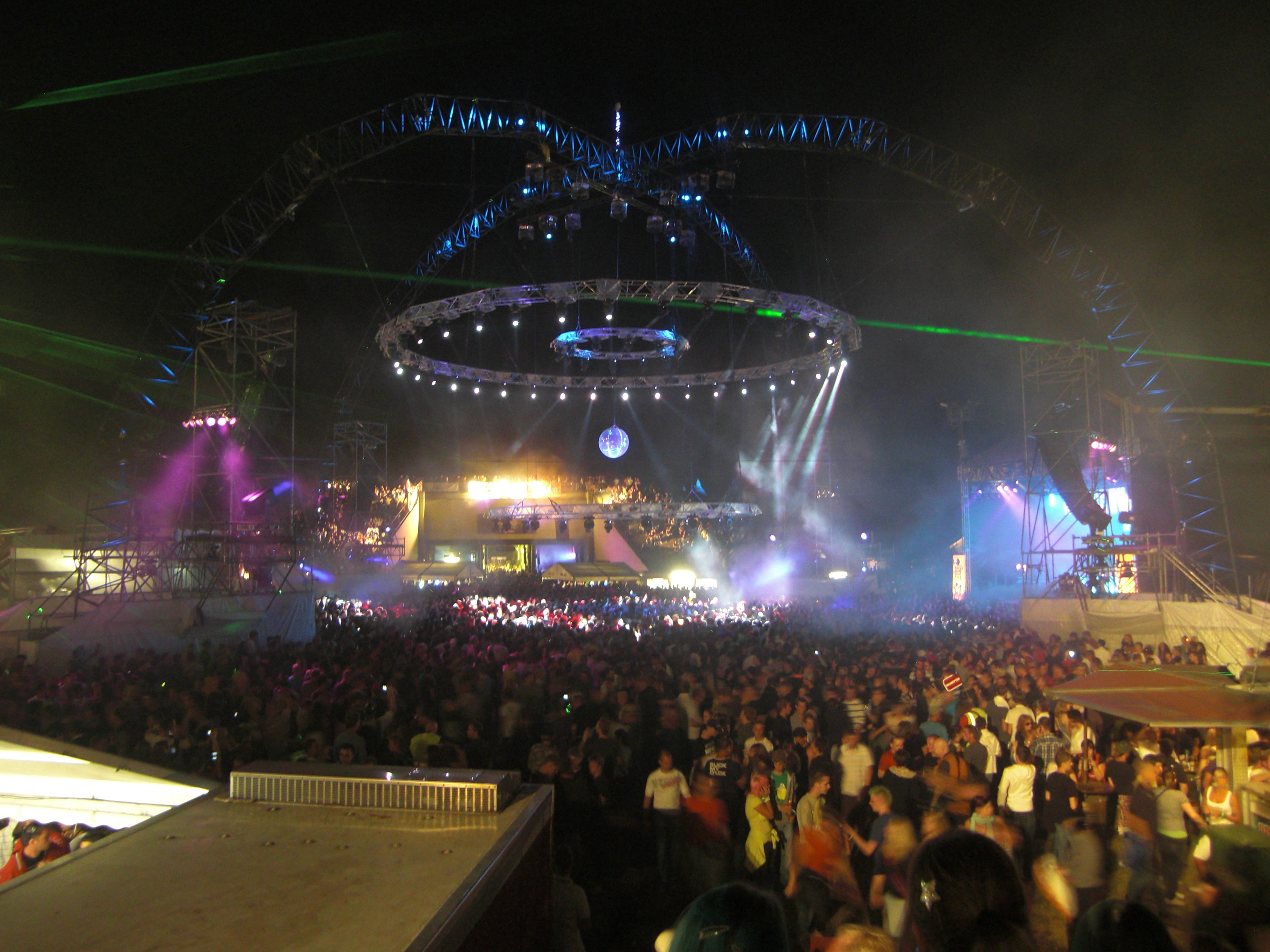
Blick auf den „Open-Air-Floor“ der Nature One 2009

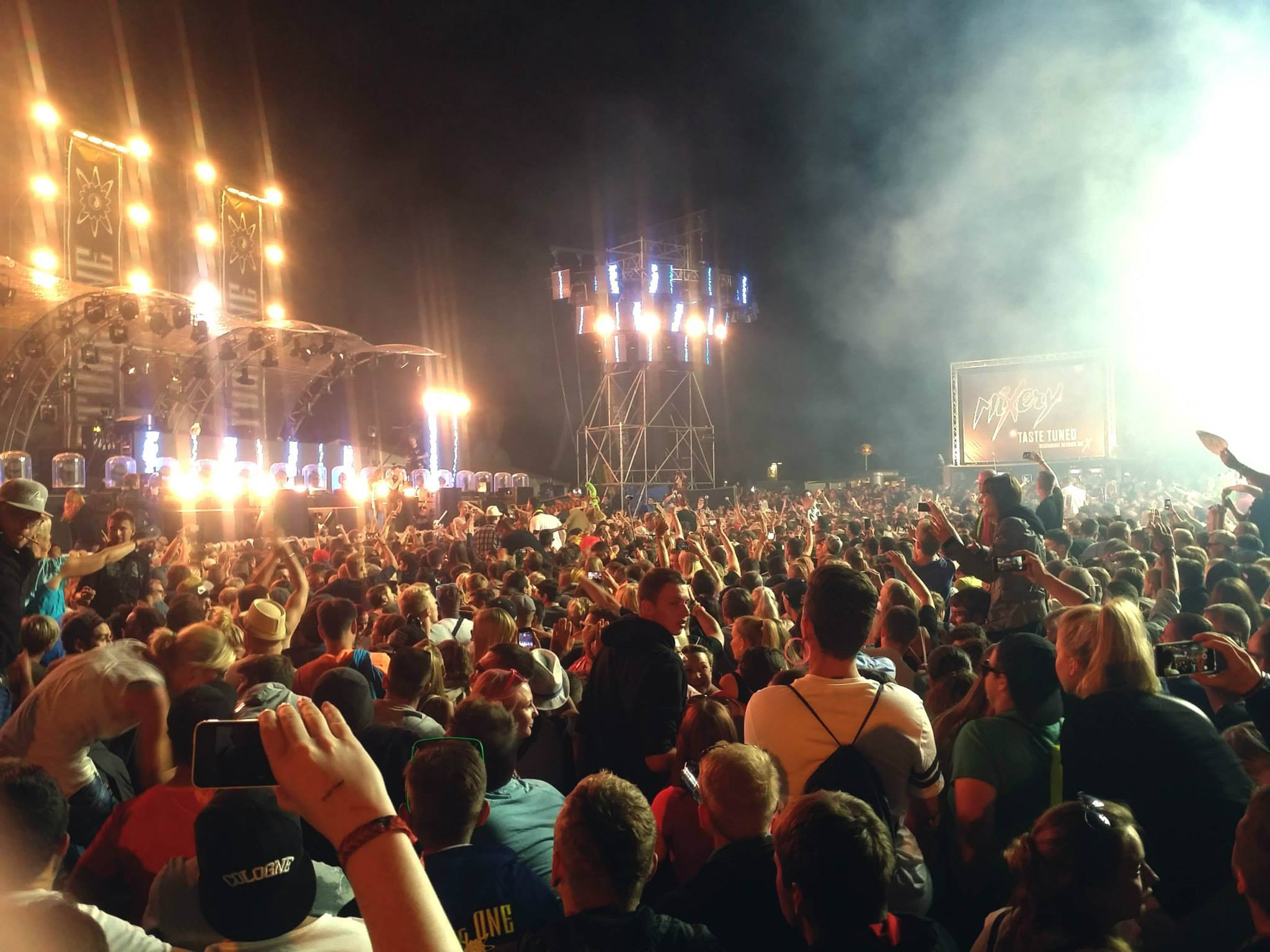
Nature One 2015

Nature One ist eines der größten Festivals elektronischer Musik Europas und findet gewöhnlich am ersten Augustwochenende auf der ehemaligen Raketenbasis Pydna im Hunsrück, nahe der Ortschaft Hasselbach statt. Auf dem Gelände der Pydna (amerikanische Bezeichnung: Wüschheim Air Station, WAS) sollten ab 1986 / 1987 als Folge des NATO-Doppelbeschlusses 96 abschussbereite Cruise Missiles gelagert werden, die mit nuklearen Sprengköpfen ausgerüstet waren.

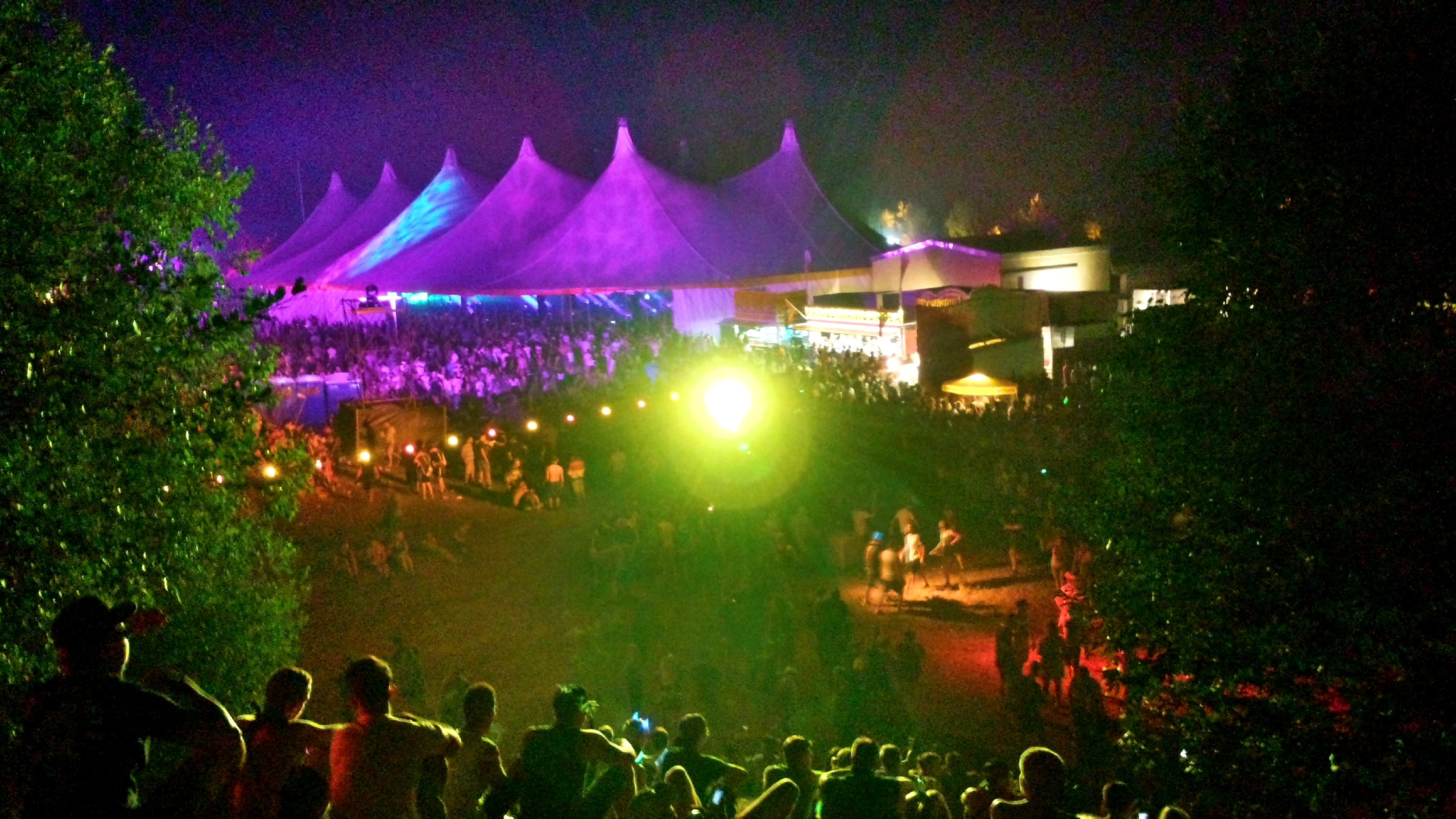
Century Circus Nature One 4. August 2018

Auf dem Gelände findet jährlich in einer Freitag- und Samstagnacht ein Freiluft-Rave mit international bekannten DJs statt. Der inoffizielle Beginn zeichnet sich bereits am Donnerstag mit einer großen Eröffnungsveranstaltung im Camping Village ab. Dieses bildet sich auf einer 100 Hektar großen Ackerfläche der Ortsgemeinde Hasselbach und ist damit eine der größten Zeltstädte Deutschlands.
Das Gelände ist in verschiedene Areale unterteilt. Es gibt vier große Bühnen („Mainfloors“) auf denen unterschiedliche Genre der elektronischen Musik vertreten sind. Auf dem Open Air Floor wird heute meist kommerzielle Tanzmusik aufgelegt, ursprünglich wurde hier hauptsächlich Trance gespielt. Im Century Circus, dem größten überdachten Bereich, ist Techno zu hören, in der Homebase wird House-Musik dargeboten und im Classic Terminal treten DJs verschiedener Genre auf, welche schon lange eine gewisse Bekanntheit im Bereich der elektronischen Musik haben. Die Namen dieser vier Hauptbühnen variierten im Laufe der Zeit ein wenig: So hieß die Homebase früher Red Bull House und danach House of House. In den Bunkern der ehemaligen Raketenbasis sowie in zusätzlich aufgestellten Zelten diverser Sponsoren sind verschiedene bekannte Techno-Clubs aus Deutschland und Europa vertreten (namentlich z. B. Abstract/U60311, Tresor Berlin, Airport Würzburg, Stammheim Kassel, Cocoon Club und Tunnel Club (Hamburg / Reeperbahn)).
Das Festival wird weithin sichtbar durch ein kunstvolles Lichtdesign illuminiert. Diese Lightshow arbeitet vorwiegend mit Laser- und LED-Technik und wird jedes Jahr neu gestaltet. In der Nacht von Samstag auf den Sonntag findet um ein Uhr morgens ein Feuerwerk statt, das durch die Festivalhymne auf der Außentanzfläche („OpenAirFloor“) begleitet wird.
Nature One ist ein Festival, das verschiedene Musikrichtungen der elektronischen Musik vereinen will. Daher ist jedes Jahr aufs Neue der Zusammenhalt der Anhänger elektronischer Musik ein wichtiger Kernpunkt in der Entwicklung der Nature One.

## Geographie
Das Festival zeichnet sich durch seine ländliche, aber gut erreichbare Lage auf einem geschichtlich und architektonisch außergewöhnlichen Gelände (ehem. Raketenbasis) aus. Um den Bereich der Hauptbühne befinden sich mehrere künstliche Erhebungen. Deren abgeflachte Kuppen bieten ausreichend Platz für weitere Bühnen. Durch diese Hügel führen je drei Tunnel, welche ebenfalls Raum für Veranstaltungsbereiche bieten.

## Zeittafel

### Geschichte
Die erste Nature One fand 1995 noch auf dem Gelände des Flughafens Frankfurt-Hahn statt. Im folgenden Jahr wurde die Nature One auf das Gelände der ehemaligen Raketenbasis Pydna verlegt, wo sie auch heute noch stattfindet. 1997 wurde erstmals die Möglichkeit geboten an den Tagen der Veranstaltung dort zu zelten. Im folgenden Jahr hatten die ersten Clubs ihren eigenen Floor (Tanzbereich) bei Nature One. Im Jahr 1998 waren es sieben, 1999 schon elf und 2003 waren sechzehn Clubs dort vertreten.
Das Gelände der Pydna wird seit 2005 wieder militärisch genutzt, hauptsächlich vom angrenzenden Standort der Bundeswehr. Trotzdem darf die Veranstaltung Nature One weiterhin auf diesem Platz stattfinden. Im gleichen Jahr kam bei Nature One ein Mensch zu Tode. Ein 19-jähriger Jugendlicher wurde leblos in seinem Zelt aufgefunden. Er starb nach Angaben der Staatsanwaltschaft Bad Kreuznach an den Folgen der Einnahme von Heroin und Ecstasy. Nicht erst seit diesem Vorfall unternehmen die Polizei und der Zoll systematische Fahrzeug- und Drogenkontrollen auf den Zu- und Abfahrtwegen der Veranstaltung. Nach der Veranstaltung im Jahre 2007 wurde von der Polizei eine öffentliche Diskussion über die Abschaffung der Nature One geführt. Als Grund wurde die große Anzahl von Verstößen gegen das Betäubungsmittelgesetz angeführt. Seit 2002 unterstützt eve&rave Münster e. V. den Veranstalter mit Drogeninformationsständen auf dem Festivalgelände und dem Campingplatz.
In den Jahren 2007 und 2008 gab es neben der Nature One im Hunsrück eine Nature One in Polen. Diese wurde in Kattowitz veranstaltet und hatte zwischen 4.000 und 5.000 Besucher. In den Folgejahren hat I-Motion dieses Projekt nicht weiterverfolgt. Außerdem wurde 2008 das Nature-One-Gelände auf der Pydna um rund 20.000 Quadratmeter erweitert. Dieses Gelände war in den Jahren zuvor militärisches Sperrgebiet. Die Tanzebenen Classic Terminal und das House of House wurden auf diese neue Fläche verlegt, ebenfalls wurde dort der Club USB – Hardtechno Family angesiedelt. Im Jahr 2010 wurde Nature One von den Lesern der Zeitschrift Raveline zum zehnten Mal in Folge zur besten Veranstaltung im Bereich der elektronischen Tanzmusik gewählt. Um den Century Circus, der größte Bereich auf dem Techno gespielt wird, weiter zu vergrößern wurden im Jahr 2011 die Flächen des Century Circus und des Classic Terminals getauscht.
Um eine stabile und zuverlässige Mobilfunkanbindung aller Besucher zu gewährleisten, wurde im Juli 2012 ein zusätzlicher großer Funkmast an der Südseite des Geländes (Zeltplatz) errichtet, welcher aber auch zur dauerhaften Verbesserung der Mobilfunkanbindung der Nachbargemeinden dient.
In den Jahren 2020 und 2021 fand das Festival nicht statt. Der Grund waren die Auswirkungen der COVID-19-Pandemie, einer Viruserkrankung, deren Ausbreitung durch behördliche Untersagung von Großveranstaltungen jeglicher Art begegnet werden sollte. Nach der zweijährigen Pause wurde die Nature One zwischen dem 5. und 7. August 2022 erfolgreich fortgesetzt.

### Besucherzahlen und Mottos
Jährlich zieht die Veranstaltung mehrere zehntausend Gäste aus ganz Deutschland und Europa an, wobei unter den ausländischen Besuchern überwiegend Gäste aus den nahen Niederlanden, Belgien, Luxemburg, Frankreich, Österreich und der Schweiz vertreten sind. In der folgenden Tabelle sind nun die Besucherzahlen, die Line-Ups und die entsprechenden Mottos nach Jahren aufgelistet:
| Datum                                         | DJs der Hauptbühnen | Sonstiges                                                                                                 | Besucher |
| --------------------------------------------- | --- | --- | -------- |
| 26. Aug. 1995 Open Air Rave                   | DJs: Oliver Bondzio, Roland Casper, Carl Cox, Andi Düx, Paul van Dyk, Paul Elstak, Francesco Farfa, Colin Faver, Mate Galić, Hardsequencer, DJ Hooligan, Steve L, Kenny Larkin, Jens Mahlstedt, Mark ’Oh, Marusha, Mixmaster Morris, The Stickmen, Sugar Ray, Eric Rug, Tanith, Tantra, Clark Warner, Xela Live: Biosphere, Tom Knox vs. Steve Dash, Dream Your Dream, Effacer, Eternal Basement, Ilsa Gold, Charly Lownoise & Mental Theo, Moby, NATURE ONE Hymn, ParaDizer, Raver’s Nature, Scan X, Ultra-Sonic | Auf dem Flughafen Frankfurt-Hahn; 38 DJs und Live-Acts                                                    | 13.000   |
| 17. Aug. 1996 Open Air 96                     | DJs: Afrika Islam, John Acquaviva, Bootsmann, DJ Dag, Dave Davis, Mike Dunn, Paul van Dyk, Mate Galić, Francesco Farfa, Fauli, Matthew Hawtin, Richie Hawtin, Special HH, DJ Hooligan, KGB, K.O.P.F., Cari Lekebusch, Manu le Malin, Marusha, Mixmaster Morris, Tom Novy, Pascal F.E.O.S., Mark Spoon, Steve Mason, DJ T., Tanith, Troubadixx Live: Bonzai Traxx, Earth Nation, Future Breeze, Sons Of Ilsa, Oliver Lieb, Microwave Prince, Raver’s Nature, Resistance D, RMB, Thomas Schumacher, Jeff Sharel, Trance Formation | Umzug zur Raketenbasis Pydna; 40 DJs und Live-Acts                                                        | 15.000   |
| 1. – 3. Aug. 1997 The Festival                | DJs: Afrika Islam, Dr. Atmo, Mario de Bellis, CJ Bolland, DJ Bone, Phil Davis, 3 DJ Dirsch/SOS DJ Team, Miss Djax, DJ E, Robert de la Gauthier, Bryan Gee, Split+Planet Groove, DJ Hooligan, Oliver Huntemann, DJ Hype, Julian, King-O/DJ Errik, K.O.P.F., Dani König, L-Sega, Marusha, Jesse Saunders, Timo Maas, Steve Mason, Marc Pick, Randall, Sugar Ray, Max Reich, Revil-O, Toni Rios, Eric Rug, Yves Deruyter, Bassface Sascha, Gayle San, Omar Santana, Scheich, Doc Scott, Shakay, Sharam, Jan Sirup, Smood, C. Smooth, Jeremy Starseed, SubAcE, Talla 2XLC, Tanith, DJ Taucher, TBX vs. Riot303, Commander Tom, Sven UK, WestBam Live: The Advent, Awex, B.B.E., Beam Team, Beroshima, Mijk van Dijk, Groove Club, Intelligent Project, Natural Born Grooves, Random XS, Der 3. Raum, Raver’s Nature, RMB, The Sense, Sunbeam | Erste Campingflächen, Nature One wird durch 6.000 Camper zu einem „echten“ Festival; 70 DJs und Live-Acts | 20.000   |
| 31. Jul. – 2. Aug. 1998 Festival 98           | DJs: WestBam (Berlin), Stretch & Vern (London), Talla 2XLC (Frankfurt), Hardy Hard (Berlin), Cirillo (Rimini), Mista B (Amsterdam), DJ Hell (München), John Acquaviva (Toronto), Naughty (Ulm), DJ Disko (Berlin), David Duriez (Paris), TBX (Nature One), Constance Journey (Krefeld), Bradee (London), DJ Taucher (Rhein-Main), Marusha (Berlin), Mark Spoon (Frankfurt), DJ Energy (Zürich), Tom Wax (Frankfurt), Tanith (Berlin) Live: RMB (Düsseldorf), Kai Tracid (Frankfurt), Der 3. Raum (Göttingen), Acid Junkies, (Eindhoven), X-Dreams & Steps (Germany), Slop Shop (Frankfurt), Mijk van Dijk (Berlin), Raver’s Nature (La Monza), Patrick Lindsey (Frankfurt), Future Funk (München), The Advent (London), Vanguard (Braunschweig), Mike Milk vs. Pascal Bongo Massive (Chicago), Antiloop (Schweden), DePhazz (Heidelberg), Genlog (Gelsenkirchen), Lexicon (Heidelberg), TAEGK (Berlin), Psynostics (Berlin), The Bleachers (Berlin), Kemel (Koblenz) | 7 Techno-/House-Clubs bauen Bühnen auf der Pydna auf; 10.000 + Camper; 125 DJs und Live-Acts              | 25.000   |
| 30. Jul. – 1. Aug. 1999 Festival 99           | DJs: Tanith (Berlin), Hitch Hiker (München), Niels van Gogh (München), Tiësto (Amsterdam), Mark Spoon (Frankfurt), Orkidea (Helsinki), Sven Väth (Frankfurt), David Carretta (Marseille), Monika Kruse (Berlin), Miss Yetti (Berlin), Orbit (Limes-Town), Mo Moshtary (Koblenz), Selektah No (Groovalistic), DJ Taucher (Rhein-Main), WestBam (Berlin), Marusha (Berlin), Carl Cox (London) Live: Non-Eric (Berlin), C.O.P. Project (Saarbrücken), Richard Bartz (München), DJ Hell (München), Smith & Mighty / More Rockers (Bristol), Wondabraa (Frankfurt), Marschmellow Klangsystem (Frankfurt), Denki Groove (Tokyo), Ego Express (Hamburg), Mr. X & Mr. Y (Transatlantic), Silent Breed (Mainz), Johannes Heil (Frankfurt), Paul Brtschitsch (Frankfurt), Head First (Eindhoven), AUX 88 (Detroit), Neven (Belgien), Sushi Brothers (Koblenz), Noise of Human Art (New York / Prag / Manchester/Köln), Psynostics, TAEGK, H-Punk, Dr. Love, Grooves, Anthony Rother, Tibet-Team | 11 Club-Floors; 18.000 Camper; 178 DJs und Live-Acts                                                      | 30.000   |
| 28. – 30. Jul. 2000 Sound of Love             | DJs: Steve Mason (London), Pascal F.E.O.S. (Frankfurt), Ferry Corsten (Rotterdam), JamX (Koblenz), Mark Spoon (Frankfurt), Marusha (Berlin), Jay.Bee. (Aalen), Miss Djax (Eindhoven), Jeff Mills (Detroit), Frank Lorber (Frankfurt), Gayle San (London), DJ Hell (München), Skyrocker (Bodensee), Curtis (Paris), Phats & Small (London), Tom Novy (München), Felix da Housecat (Chicago) Live: Terence Fixmer (Lille), Anthony Rother (Frankfurt), Humate (Hamburg), Zombie Nation (München), Dub Pistols (London), Sushi Brothers (Groovalistic), The Violin Player (Rom), Kopfuss Resonator (Limburg), Beam & Yanou (Köln), C.O.P. Project (Saarbrücken), Ilsa Gold (Wien), Mr. X & Mr. Y (Transatlantic), Thomas P. Heckmann (Mainz), Dakar & Grinser (München), G-Man (Leeds), Acid Junkies (Eindhoven), Showcase feat. Sabrynaah Pope (NY) & Kerry L. Dooley (Chicago), Milk & Sugar „Disco House 2000“, Kama Arts (Berlin) | 16 Clubs-Floors; Warm-up-Party am Donnerstag; 211 DJs und Live-Acts                                       | 36.000   |
| 3. – 5. Aug. 2001 Super Natural               | DJs: WestBam (Berlin), Mauro Picotto (Mailand), Tanith (Berlin), Blank & Jones (Köln/Düsseldorf), Danny Howells (London), Spacecase (Limburg), Richie Hawtin (Toronto), DJ Rush (Chicago), Cristian Vogel (Brighton), Uroš Umek (Ljubljana), Crazy X-Ray (Köln), Bad Boy Bill (Chicago), Heiko Gemein vs. Ralf Gum (Sinzig/Mallorca), John Acquaviva (Canada), DJ Karotte (Hamburg), LegalGround (Thessaloniki), Doc Scott & MC Justiyc (London), M-Pire (Groovalistic), DJ GID (Groovalistic), BenNo (Groovalistic) Live: RMB (Düsseldorf), Mr. X & Mr. Y (Transatlantic), Technasia (Paris / Hong Kong), Richard Bartz (München), Purkart vs. Wesenberg (Limburg), Crystal Cru feat. MC Markie J (Frankfurt), York (Rhein-Main), Raver’s Nature (La Monza), Awex (Darmstadt), Mijk van Dijk (Berlin), Luke Slater (London), Toktok vs. Soffy O (Berlin), Speedy J (Rotterdam), Johannes Heil (Bad Nauheim) | 16 Club-Floors; 250 DJs und Live-Acts                                                                     | 40.000   |
| 2. – 4. Aug. 2002 Summer Sound System         | DJs: Paul van Dyk (Berlin), Blank & Jones (Köln/Düsseldorf), WestBam (Berlin), Tom Wax (Darmstadt), Woody (Berlin), DJ Shog (Hamburg), Sven Väth (Frankfurt), DJ Rush (Chicago), Cari Lekebusch (Stockholm), Marco Bailey (Brüssel), SebBo (Würzburg), Eric Sneo (Bingen), Bad Boy Bill (Chicago), Farley „Jackmaster“ Funk (Chicago), DJ Koze (Hamburg), DJane Simoné, Loco Dice (Rhein-Main), Spyro „Salinas“ (Athen), DJ Dee Kline & DJ Tosh (London/Berlin), Clever & Smart (Groovalistic), DJ GID (Groovalistic), M-Pire (Groovalistic), Timo Maas (Bückeburg), DJ Hell (München), Tom Novy (München), Mauro Picotto (Mailand), DJ Dag (Frankfurt/Ibiza), DJ Daλta (Mettmann) Live: Raver’s Nature (La Monza), NatureOne Inc., Chicks on Speed (München), Alexander Kowalski feat. Raz Ohara (Berlin), The Advent (London), Jack Flash (Berlin), Dub Pistols (London), Northern Lite (Erfurt), Mijk van Dijk (Berlin), Tanith + Takraf (Berlin), 2raumwohnung (Berlin), Rob Acid (Köln) | 35.000 Camper; 228 DJs und Live-Acts                                                                      | 45.000   |
| 1. – 3. Aug. 2003 Alive & Kickin’             | DJs: Paul van Dyk (Berlin), Sven Väth (Frankfurt), Chris Liebing (Frankfurt), DJ Rush (Chicago), Blank & Jones (Köln/Düsseldorf), Boris Dlugosch (Hamburg), Moguai (Ruhr Area), Sasha (London), Phil Fuldner (Ruhr Area), Jef K (Paris), DJ Karotte (Hamburg), Diego (Bern), Phoneheads (Düsseldorf), Cosmic Gate, Frank Lorber (Frankfurt), DJ Blame (London), DJ Errik (Duisburg), Dan Reaves (Berlin), Toni Rios (Frankfurt), Cess (Frankfurt), Meat (DJ) (Frankfurt), DJane Simoné, DJ Refresh (Zug), DJ China (Lissabon), DJ Tyson (Eindhoven), DJ Anx (Frankfurt), M-Pire (Groovalistic), Oldcut (Groovalistic), WestBam (Berlin), Adam Beyer (Stockholm), DJ Tomcraft (München), Monika Kruse (Berlin), Kai Tracid (Frankfurt), Gayle San (London) Live: The Advent (London), Sono (Hamburg), Technasia (Paris/Hongkong), Lexy & K-Paul (Berlin), Milk & Sugar vs. Damien J. Carter feat. Angie Brown & 2kHz (München/London/Stockholm), Richard Bartz (München), Justin Berkovi (London), Voltage (Eindhoven), Hardfloor (Düsseldorf), Toktok (Berlin), Paul Kalkbrenner (Berlin), Anthony Rother (Frankfurt), Thomas P. Heckmann (Mainz), Codec & Flexor (Köln) | 40.000 Camper; 16 Club-Floors; 217 DJs und Live-Acts                                                      | 50.000   |
| 30. Jul. – 1. Aug. 2004 The Golden 10         | DJs: DJ Dag (Frankfurt / Ibiza), DJ Taucher (Frankfurt), James MD (Münster), Tanith (Berlin), Hooligan (Ruhr Area), Mark Spoon (Frankfurt), Miss Djax (Eindhoven), Marusha (Berlin), Afrika Islam (LA), Andy Düx (Mainz), The Diggerman (sunshine live), Paul van Dyk (Berlin), Ferry Corsten (Rotterdam), Lexy & K-Paul (Berlin), Blank & Jones (Köln/Düsseldorf), Moguai (Ruhr-Area), Roberto Fuego (Neapel), Bad Boy Bill (Chicago), DJ Tomcraft (München), Kai Tracid (Frankfurt), Tocadisco (Köln), Tillmann Uhrmacher (Darmstadt), Angelo Mike (Warschau), Chris Liebing (Frankfurt), Dave Clarke (London), Adam Beyer (Stockholm), PETDuo (São Paulo), Sven Väth (Frankfurt), Agoria (Paris), DJ Rush (Chicago), Joey Beltram (New York), Gayle San (London), Babor (Koblenz), Cari Lekebusch (Stockholm), Lucca (Prag), Ricardo Villalobos (Berlin), DJ Koze (Hamburg), Umberto (Lissabon), Tania Vulcano (Madrid), Loco Dice (Rhein-Main), DJane Simoné, Tobi Neumann (Berlin), Tom Novy vs. Sander Kleinenberg (München / Rotterdam) Live: Ilsa Gold (Wien), Mijk van Dijk (Berlin), RMB (Düsseldorf), NatureOne Inc., Sono (Hamburg), Northern Lite (Erfurt), Tube-Tech (Rhein-Main), Nu NRG (Rom), Golden Allstars, Anthony Rother (Offenbach), The Advent (London), Alexander Kowalski (Berlin), Acid Junkies (Eindhoven), Johannes Heil (Bad Nauheim), Thomas P. Heckmann (Mainz), Funk D’Void (Barcelona), Kid Alex & Band (Hamburg), Egoexpress (Hamburg) | 40.000+ Camper; 17 Club-Floors; 275 DJs und Live-Acts                                                     | 52.000   |
| 5. – 7. Aug. 2005 Mission to future           | Open Air Floor: Armin van Buuren, Paul van Dyk, Ferry Corsten, DJ Hell, WestBam, Ronski Speed, DJ Dag, Tom Novy, Timo Maas, Alexander Kowalski, Hardfloor, Northern Lite, Anthony Rother, Poziom X, Andrew Bennett, Michael Burian, Gunjah, Elektrochemie LK, Sonic Trip, Heller & Enkie, NatureOne Inc. Century Circus: Adam Beyer, Richie Hawtin, Dave Clarke, The Advent, Sven Väth, Monika Kruse, Space DJz, Kevin Saunderson, Marco Bailey feat. Tom Hades & Pablo, Robert Natus vs. Sven Wittekind, Der Dritte Raum, Funk D’Void, Massimo, Jacek Sienkiewicz, Felix Kröcher, Cristian Varela, Marc Miroir, Redhead, Stereo Jack vs. Holgi Star Red Bull House: The Shapeshifters, Wighnomy Brothers, Dominik Eulberg, Milk & Sugar vs. Damien J. Carter feat. Ayak & Mo Morsey, DJ Karotte, Moonbootica, Phil Fuldner, X LOVER, Eddie Amador, Pascal FEOS, Tobi Neumann, Daniel Hoppe, Sean Finn, Babor, Mirco Eysser Jungle Garden: DJ Zinc, Andy C feat. MC Foxy, Royce, Bassface Sascha, DJane Simoné, Panacea, E Decay, N.Phect & Dizplay, Giana Brotherz, MTC Yaw, Lyde Buddah, Dirk D, Bass Tikal, Septic Inc. Showcase aka ND, Des, XL und Goode, Soulsurfer, SP:MC, Syncopix, DJ Tease, Diaz-Soto, MC Sinista, Miss Johnny, MC Dragoon, MC Soultrain, MC Deemas J, MC Stunnah & MC Mex E, MC Temper & MC Little Monk | 19 Club-Floors; 300 DJs und Live-Acts                                                                     | 48.000   |
| 4. – 6. Aug. 2006 Live your passion           | Open Air Floor: Ferry Corsten, Paul van Dyk, Armin van Buuren, Bad Boy Bill, Markus Schulz, Tillmann Uhrmacher, ATB, Kai Tracid, DJ Dag, Tom Novy, Dan Reaves, Algarve, Andy Hawk, Lexy & K-Paul, Anthony Rother, Northern Lite, Moonbootica, Alexander Kowalski, Ascii.Disko, NatureOne Inc. Century Circus: Dave Clarke, Chris Liebing, DJ Hell, Sven Väth, DJ Rush, Marco Bailey, Uroš Umek, Space DJz, Felix Kröcher, DJ Murphy vs. Christian Fischer, Brian Sanhaji, Robert Natus vs. Arkus P., Johannes Heil, Man at Arms, DJ Kaoz, Woody McBride, Terence Fixmer, DJane Simoné, Thomas P. Heckmann, Richard Bartz Red Bull Flight House: Milk & Sugar vs. Heiko Gemein, Dominik Eulberg, The Disco Boys, Wighnomy Brothers, Tobi Neumann, Tocadisco, DJ Karotte, Boogie Pimps, Oliver Koletzki, Ante Perry, Mirco Eysser, Deichkind, Michael Paul, Superstar DJ Team, Pan/Tone, Hard Club Band, Babor Classic Terminal: Marusha, Yves de Ruyter, Tillmann Uhrmacher, Tom Wax, DJ Taucher, Mijk van Dijk, DJ Hooligan, Andy Düx, RMB, Rob Acid, The Diggerman | 19 Club-Floors; 300 DJs und Live-Acts                                                                     | 45.000   |
| 3. – 5. Aug. 2007 Das dreizehnte Land         | Open Air Floor: Carl Cox, Ferry Corsten, Paul van Dyk, Above & Beyond, Judge Jules, Armin van Buuren, Giuseppe Ottaviani, DJ Dag, John Askew, Tocadisco, Client, Hardy Hard, Anthony Rother, Northern Lite, DJ Falk, Heller & Enkie, Sono, The Sonic Boom Foundation, NatureOne Inc. Century Circus: Jeff Mills, Adam Beyer, Chris Liebing, Sven Väth, DJ Murphy vs. Christian Fischer, Felix Kröcher, Ascii.Disco, Zombie Nation, Guy Gerber, Sub Space, Johannes Heil, Lucca, Robert Natus, Sven Wittekind, Discordia, PET Duo, Man At Arms vs. Sorgenkint, T.Raumschmiere, Frank Sonic House of House: The Disco Boys, Milk & Sugar feat. Ayak Thiik, Moonbootica, Wighnomy Brothers, DJ Karotte, Phil Fuldner, Boris Dlugosch, Dorian Paic, Barem, Pascal FEOS, Someone Else, Babor, Oliver Neufang, Malente, Moritz Piske, Gorge & Greg Silver, Buddy Classic Terminal: Yves de Ruyter, DJ Misjah, Afrika Islam, Miss Djax, DJ Toyax, Tanith, Tillmann Uhrmacher, Rob Acid, Acrid Abeyance, Celvin Rotane, Mario de Bellis, The Diggerman | 17 Club-Floors; 300 DJs und Live-Acts                                                                     | 50.000   |
| 1. – 3. Aug. 2008 Wake Up In Yellow           | Open Air Floor: Ferry Corsten, Armin van Buuren, Paul van Dyk, Tiesto, Westbam, Judge Jules, Dag, ATB, Kyau & Albert, Moguai, Rank1, Giuseppe Ottaviani, Duderstadt, Tom Cloud, Dave 202, Anthony Rother, NUDE, Sono, The Flowmasterz, NatureOne Inc. Century Circus: Carl Cox, Chris Liebing, Dave Clarke, Sven Väth, Umek, Joris Voorn, Felix Kröcher, Sven Wittekind, DJ Murphy vs. C. Fischer, Alter Ego, Space DJ’z, Brixton, Discordia, Elmar Strathe, Arkus P., Johannes Heil, Jacek Sienkiewicz, Renato Cohen, Elton D. & Snoo House of House: Dubfire, Monika Kruse & DJ Karotte, Dominik Eulberg, The Disco Boys, Gregor Tresher, Milk & Sugar, Lützenkirchen, Moritz Piske, Martin Heyder, Babor, Gabriel Ananda, Einmusik, Sebastian Gnewkow, Malente, Ante Perry Classic Terminal: Dr. Motte, CJ Bolland, Tillmann Uhrmacher, Da Hool, Bassface Sascha, Yves de Ruyter, Tanith, Mijk van Dijk, DJ Toyax, Tom Wax, Rob Acid, Perplexer, Raoul | Festival-Fläche um 20.000 m² erweitert; 18 Club-Floors; 300 DJs und Live-Acts                             | 58.000   |
| 31. Jul. – 2. Aug. 2009 Smile is the answer   | Open Air Floor: Sander van Doorn, Ferry Corsten, Judge Jules, Armin van Buuren, Paul van Dyk, Ronski Speed, Menno de Jong, Dag, Stoneface & Terminal, Deadmau5, Moguai, Turntablerocker, Alex M.O.R.P.H. b2b Woody van Eyden, Paul Kalkbrenner, Daniel Kandi, David Forbes, Extrawelt, Gregor Tresher, Anthony Rother, Lützenkirchen, NatureOne Inc. Century Circus: Carl Cox, Chris Liebing, Dubfire, Sven Väth, Hell, Monika Kruse, Felix Kröcher, Brian Sanhaji, Eric Sneo, DJ Murphy, Sven Wittekind, Robert Natus, Joel Mull, Marco Bailey, Klaudia Gawlas, DJ Lukas, Arkus P., Jacek Sienkiewicz, Roland M. Dill House of House: Tom Novy, Dominik Eulberg, Moonbootica, The Disco Boys, Phil Fuldner, Format:B, Butch, Milk & Sugar, Gabriel Ananda, Sebastian Gnewkow, Tiger and Dragon, Moritz Piske, Frerikson & Benno Block, Babor, Einmusik, Kollektiv Turmstrasse Classic Terminal: Dag, Dr. Motte, Mike-MH4, Tillmann Uhrmacher, Charly Lownoise & Mental Theo, Steve Mason, Oliver Bondzio, Hardy Hard, Roland Casper, DJ Toyax, Alien Factory | 19 Club-Floors; 300 DJs und Live-Acts                                                                     | 61.000   |
| 30. Jul. – 1. Aug. 2010 The Flag Keeps Flying | Open Air Floor: Markus Schulz, Ferry Corsten, Armin van Buuren, Paul van Dyk, Gareth Emery, Westbam, Dash Berlin, Tocadisco, ATB, Filo & Peri, Giuseppe Ottaviani, Menno de Jong, Josh Gallahan, Alex M.O.R.P.H. b2b Woody van Eyden, Estiva, Moguai, Gregor Tresher, Lützenkirchen, Einmusik, TokTok vs. Soffy O., NatureOne Inc. Century Circus: Carl Cox, Chris Liebing, Dave Clarke, Speedy J, The Advent, Ben Sims, Hell, Timo Maas, Felix Kröcher, Eric Sneo, Monika Kruse, Sven Wittekind, Arkus P., Torsten Kanzler, Space DJz, Klaudia Gawlas, Henning Richter, BMG aka Brachiale Musikgestalter, Robert Babicz, Submerge vs. Virgil Enzinger, Electronmike House of House: Tom Novy, Oliver Huntemann, Matthias Tanzmann, The Disco Boys, Dominik Eulberg, Boris Dlugosch, Nick Curly, Terry Lee Brown Jr., Falko Niestolik, Eazy, Moritz Piske, Babor, Oliver Koletzki feat. Fran, Guy J, Super Flu, Diynamic Showcase feat. H.O.S.H. vs. Solomun & Stimming, Erman Erim Classic Terminal: Tillmann Uhrmacher, Dr. Motte, Charly Lownoise & Mental Theo, Kai Tracid, Mijk van Dijk, Andy Düx, Bassface Sascha, DJ Raoul, Jan Liefhebber, DJ Toyax, Future Breeze, Thomas P. Heckmann | 19 Club-Floors; 300 DJs und Live-Acts                                                                     | 55.000   |
| 5. – 7. Aug. 2011 Go Wild – Freak Out         | Open Air Floor: Sander van Doorn, Markus Schulz, Ferry Corsten, Paul van Dyk, Aly & Fila, W&W, Arty, ATB, Tiefschwarz, GTronic, Alex O’Rion, Moguai, Alex M.O.R.P.H. b2b Woody van Eyden, Dave202, Steve Anderson, Lexy & K-Paul, Gustavo Bravetti, Fritz Kalkbrenner, Anthony Rother, Mason, NatureOne Inc., Laserkraft 3D Century Circus: Adam Beyer, Dave Clarke, The Advent, Eric Sneo, Sven Väth, Monika Kruse, Felix Kröcher, Umek, Klaudia Gawlas, Rush, Marco Bailey, Daniel Soave, BMG aka Brachiale Musikgestalter, Planetary Assault Systems, Frank Kvitta, Sutura, Sascha Krohn, Lützenkirchen, Chymera House of House: Turntablerocker, Tom Novy b2b Abigail Bailey, Matthias Tanzmann, Dominik Eulberg, Tube & Berger, Sebastien Drums, Butch, Gregor Tresher, Niko Schwind, Ante Perry, Juliet Sikora, Hanne und Lore, Anna Reusch, Kollektiv Turmstrasse, Kaiserdisco, Format:B, Aka Aka feat. Thalstroem, Till Krüger Classic Terminal: Tom Novy, Mark’Oh, Kai Tracid, Takkyu Ishino, Taucher, Niels van Gogh, Mike-MH4, Markus Gardeweg, DJ Toyax, Future Breeze, Beroshima, Jam (Jam & Spoon), Acid Junkies | 19 Club-Floors; 300 DJs und Live-Acts                                                                     | 54.000   |
| 3. – 5. Aug. 2012 YOU. ARE. STAR              | Open Air Floor: Sander van Doorn, Markus Schulz, Ferry Corsten, Paul van Dyk, DJ Dag, W&W, Rank1, Marco V, Dennis Sheperd, Sean Tyas, Cyberpunkers, Tocadisco, Hardwell, Nervo, Ben Nicky, Anthony Rother, Bingo Players, Ruben de Ronde, Extrawelt, Nature One Inc., Laserkraft 3D Century Circus: Chris Liebing, Len Faki, Dubfire, Adam Beyer, Marcel Dettmann, Ben Klock, Niereich, Sven Väth, Felix Kröcher, Klaudia Gawlas, Torsten Kanzler, BMG aka Brachiale Musikgestalter, Buchecha, Kerstin Eden, Jon Asher, Terence Fixmer, Vitalic House of House: John Dahlbäck, Ian Carey, Moonbootica, M.A.N.D.Y., Dominik Eulberg, The Disco Boys, Tom Novy, Butch, Falko Niestolik, Housebeats Brothers, andhim, Adam Port, Pele, Rafael Da Cruz, Aka Aka feat. Thalstroem, Nelski, Dapayk Classic Terminal: Dr. Motte, Da Hool, Talla 2XLC vs. Taucher, Tanith, Andy Düx, Ravers Nature, Man at Arms, Ulli Brenner, Hardfloor, Mijk van Dijk, Jam (Jam & Spoon), Pounding Grooves, sunshine live DJ Team aka Charles McThorn, Eric SSL & DJ Falk | 19 Club-Floors; 300 DJs und Live-Acts                                                                     | 56.000   |
| 2. – 4. Aug. 2013 a time to shine             | Open Air Floor: Markus Schulz, Sander van Doorn, W&W, DJ Dag, Paul van Dyk, ATB, Simon Patterson, Sebastian Ingrosso, Danny Avila, Dabruck & Klein, Zak Moya, Vitalic, Moguai, Jerome, Nelski, Zedd, Nature One Inc., Laserkraft 3D Century Circus: Adam Beyer, Umek, Chris Liebing, Len Faki, The Advent, Brian Sanhaji, Kraemer & Niereich, Sven Väth, Felix Kröcher, Klaudia Gawlas, Torsten Kanzler, Kerstin Eden, Eric Sneo, Marco Bailey, BMG, Sutura, Raphael Dincsoy, Dandi & Ugo, Electronmike & Katsu Arai House of House: Tom Novy, Marek Hemmann, Felix Da Housecat, Ante Perry, Dominik Eulberg, Milk & Sugar, Deniz Koyu, Oliver Schories, Till von Sein, DBN, Aka Aka feat. Thalstroem, Sebastian Gnewkow, Tube & Berger, Nelski, Dapayk, Bunte Bummler, Heiko Gemein, Babor, Max Mayr Classic Terminal: Mark’Oh, Kai Tracid, Thomas P. Heckmann, Andreas Kraemer, Dabruck & Klein, Tanith, Charlie Lownoise & Mental Theo, Ravers Nature, Johan Gielen, Miss Yeti, Bazeball, sunshine live DJ Team | 19 Club-Floors; 355 DJs und Live-Acts                                                                     | 64.000   |
| 1. – 3. Aug. 2014 The Golden 20               | Open Air Floor: Axwell, Paul van Dyk, ATB, Markus Schulz, Ferry Corsten, Moguai, Tocadisco, Danny Avila, Deniz Koyu, Jorn van Deynhoven, DBN feat. Cosmo Klein, Twoloud, Beltek, Stefan Dabruck, DJ Dag, Pink Panda, Venom One, NatureOne Inc. Century Circus: Sven Väth, Carl Cox, Chris Liebing, Len Faki, Klaudia Gawlas, Felix Kröcher, Marco Bailey, Torsten Kanzler, The Advent & Industrialyzer, Brian Sanhaji, Black Asteroid, Perc, Pfirter, Angy Kore, Pappenheimer, Linus Quick, Raphael Dincsoy House of House: Moonbootica, Robin Schulz, Aka Aka feat. Thalstroem, Faul & Wad Ad, Alle Farben, Oliver Schories, Dominik Eulberg, Kölsch, Putch, Peer Kusiv, Nico Pusch, Holgi Star, Rey & Kjavik, Skai, Sebästschen Golden 20 Floor: Charly Lownoise & Mental Theo, Mark’Oh, Ilsa Gold, Hooligan, Hardsequencer, Tanith, Ravers Nature, Oliver Bondzio, Roland Casper, Para-Dizer, Andy Düx, Jens Mahlstedt, Steve L | 19 Club-Floors; 350 DJs und Live-Acts                                                                     | 72.000   |
| 31. Jul. – 2. Aug. 2015 stay as you are       | Open Air Floor: ALOK, Axwell & Ingrosso, Danny Avila, Deniz Koyu, DJ Dag, East & Young, Fedde Le Grand, Headhunterz, Jerome, Kris Menace, Kryder, Moguai, NatureOne Inc. -live-, Ostblockschlampen, Sander van Doorn, Stefan Dabruck, Tujamo, Zedd Century Circus: Adam Beyer, Alan Fitzpatrick, Chris Liebing, DJ Emerson, Felix Kröcher, Flug, Klaudia Gawlas, Len Faki, Niereich vs. Hackler & Kuch -live-, Peter Eilmes, Raphael Dincsoy, Rebekah, Rødhåd, Sam Paganini, Speedy J -live-, Torsten Kanzler House of House: AKA AKA feat. Thalstroem -live-, Bram Fidder, Claptone, David K., Dominik Eulberg, FlicFlac, Lexer, Moonbootica, Nico Pusch, Pingpong, Robin Schulz, Sascha Braemer, Scheinizzl, Tom Franke, TEEMID, Vijay & Sofia Slatko Classic Terminal: Crazy ERG, DJ Toyax, Dr. Motte, Dune, Hardy Hard, Kai Tracid, Mijk van Dijk -live-, Sunbeam -live-, sunshine live DJ Team, Taucher, Ulli Brenner | 19 Club-Floors; 376 DJs und Live-Acts                                                                     | 65.000   |
| 5. Aug. – 7. Aug. 2016 red dancing flames     | Open Air Floor: ALOK, Cuebrick, DJ Dag, FRDY, Gestört aber geil, Laidback Luke, Markus Schulz, Moguai, NatureOne Inc. -live-, Neelix, Ostblockschlampen, Paul van Dyk, R3hab, Sander van Doorn, Stefan Dabruck, Tom Swoon Century Circus: Adam Beyer, Black Asteroid -live-, Chris Liebing, Christian Gerlach, Dany Rodriguez, Dave Clarke, Felix Kröcher, Flug, Klaudia Gawlas, Len Faki, Marco Bailey, Pappenheimer, Raphael Dincsoy, Sam Paganini, Sven Väth, Torsten Kanzler House of House: AKA AKA feat. Thalstroem, Boris Brejcha, Butch, Danielle Diaz, David K., Deepend, Dominik Eulberg, Feder, Heyhey, Hugel, Jonathan Kaspar, LCAW, Moonbootica, Nico Pusch, Pingpong, Tom Novy Classic Terminal: Alex M.O.R.P.H. b2b Woody van Eyden, Andy Düx, Bassface Sascha, Charly Lownoise & Mental Theo, Dave202, DJ Toyax, Mark ’Oh, Miss Djax, Raver’s Nature, sunshine live DJ Team, Talla 2XLC | 19 Club-Floors; 300 DJs und Live-Acts                                                                     | 65.000   |
| 4. Aug. – 6. Aug. 2017 we call it home        | Open Air Floor: Above & Beyond, Calvo, Cuebrick, DJ Dag, Ferry Corsten, FRDY, John James, Markus Schulz, Moguai, NatureOne Inc., Neelix, Netsky, Ostblockschlampen, Paul van Dyk, Stefan Dabruck, Sylvain Armand, Tujamo Century Circus: Ben Klock, Dax J, Developer, Drumcomplex, Empty Vision, Fatima Hajji, Felix Kröcher, Flug, Joseph Capriati, Klaudia Gawlas, Len Faki, Nakadia, Pappenheimer & Kerstin Eden, Rebekah, Sam Paganini, Sven Väth House of House: AKA AKA feat. Thalstroem, Alfred Heinrichs, Danielle Diaz, Dominik Eulberg, Emanuel Satie, Hugel, Jonathan Kaspar, Lovra, Milk & Sugar, Moonbootica, Sascha Braemer, Sebastian Gnewkow, Tom Novy, Wankelmut, Worakls Classic Terminal: DJ Hell, DJ Toyax, Dune, Hooligan, Jam, Man at Arms, Mark ’Oh, sunshine-live DJ Team (DJ Falk & Eric SSL), Tom Novy, Tom Wax, Woody van Eyden | 23 Club-Floors; 350 DJs und Live-Acts                                                                     | 56.000   |
| 3. Aug. – 5. Aug. 2018 all you need to be     | Open Air Floor: Alex M.O.R.P.H., Aly & Fila, Borgeous, Boy kiss Girl, Cuebrick, DJ Dag, Lexy & K-Paul -live-, Moguai, Nature One Inc. -live-, Neelix, Ostblockschlampen, Paul van Dyk, Plastik Funk, Sam Feld -live-, Standerwick -live-, Sylvain Armand, The Glitch Mob Century Circus: Arjun Vagale, Charlotte de Witte, Dax, Felix Kröcher, Johannes Heil -live-, Joseph Capriati, Julian Jeweil, Klaudia Gawlas, Len Faki, Niereich, Nina Kraviz, Pappenheimer b2b Kerstin Eden, Sven Väth, The Czap, Thomas Hoffknecht, TWCOR -live- Home Base: AKA AKA, Boris Brejcha, Dirty Doering, Dominik Eulberg, Format:B, HUGEL, Jonathan Kaspar, DJ Karotte, Lexer, Lovra, Mat.Joe, Max Manie, Moonbootica, Roter & Lewis, Tube & Berger Classic Terminal: Andy Düx, Dave202, DJ Toyax, Dune, Emmanuel Top aka BBE b2b Fred Hush, Johann Gielen, Mijk van Dijk, Sunshine live DJ Team, Talla vs. Taucher, Woody van Eyden b2b Alex M.O.R.P.H. Clubs: Masters of Hardcore, Dasding, Abstract, Butan, Lehmann, Dirty Workz, Tunnel – Underground Rules!, HEXENHAUS, Hardcore Gladiators, Club Airport & Die Rakete, BPM – Hart am limit, HeavensGate & Technoclub, AcidWars & Fusion Club, Club Borderline & Absolut Techno, Gayphoria, Ragnarøk/Polygon/TKR, V.I.B.E.Z. Productions, Wir Tanzen & Decadance, Play, e-Lake & Globulax | 23 Club-Floors; 350 DJs und Live-Acts                                                                     | 54.000   |
| 2. Aug. – 4. Aug. 2019 The Twenty Five        | Open Air Floor: ATB, Bruno Martini, Cosmic Gate, Cuebrick, DJ Dag, Eric Prydz, Joris Voorn, Kyau & Albert, Markus Schulz, Moguai, NatureOne Inc., Neelix, Paul van Dyk, DJ Martini, Ronski Speed, Ruben de Ronde, Sam Feldt, Sander van Doorn Century Circus: Ben Dust, Björn Torwellen, Black:Star, DJ Rush, Edenheimer, Felix Kröcher, Fjaak, Klanglos, Klaudia Gawlas, Len Faki, Reinier Zonneveld, Richie Hawtin, Rødhåd, Sam Paganini, Sven Väth, Torsten Kanzler Home Base: Aka Aka, Antonio & Alexis, Dominik Eulberg, Elias Doré, Hugel, DJ Karotte, Lovra, Max Bering, Moonbootica, Nora En Pure, Sebastian Gnewkow, Skiy, Tom Novy b2b The Disco Boys, Younotus The Twenty Five Floor: Alex Christensen, Bassface Sascha, Charly Lownoise & Mental Theo, Da Hool, DJ Toyax, Dr. Motte, Jam & Spoon, Mik MH4, Raver’s Nature, Sunshine live DJ Team, Talla 2XLC vs. DJ Taucher, Toktok vs. Soffy O, Woody van Eyden Die Clubs: elrow, Masters of Hardcore, Dirty Workz, Ewents pres. BPM - Hart am Limit, Bonzai All Stars & Friends, Trance Classics hosted by Johan Gielen, Hexenhouse / Heaven & Hill Festival, Abstract / Butan / Lehmann, Dasding Plattenleger-Zelt, V.I.B.E.Z Productions, Hardcore Gladiators, Tunnel - Underground Rules, Acid Wars & Fusion Club, Gayphoria, Airport & Die Rakete, HeavensGate & Technoclub, Play!, Wir Tanzen & Decadence, DASDING-Opening                                                                             | 22 Club-Floors; 350 DJs und Live-Acts                                                                     | 65.000   |
| 5. Aug. – 7. Aug. 2022 Like Nowhere Else      | Open Air Floor: Alle Farben, Aly & Fila, Basti M, DJ Dag, MALAA, Markus Schulz pres. Down The Rabbit Hole, Max Bering, Moguai, NatureOne Inc., Neelix, Nervo, OBS, Ofenbach, Paul van Dyk, SKIY, Will Sparks, YouNotUs Century Circus: Adam Beyer, Charlotte de Witte, Dax J, Étienne, Gregor Tresher, Joyhauser, Klanglos, Klaudia Gawlas, Kobosil, Lilly Palmer, Marco Bailey, Milo Spykers, Monika Kruse, Noemi Black, Pappenheimer, Sven Väth Home Base: AKA AKA, Alex Breitling, Alyne, Angelov, Ann Clue, Antonio Underberg, Babor, Bebetta, Dominik Eulberg, DJ Karotte, Moonbootica, Pretty Pink, Santé, Sebastian Gnewkow, Super Flu Classic Terminal: DJ Quicksilver, DJ Toyax, Dune, Hooligan, Jam Johan Gielen, DJ Toyax, Mauro Picotto Ravers Nature, Sunshine live DJ Team, Talla 2XLC vs. Pulsedriver, Tatana, Tomcraft, Woody van Eyden | 22 Club-Floors; 350 DJs und Live-Acts                                                                     | 60.000   |
| 4. Aug. – 6. Aug. 2023 where we belong        | Open Air Floor: Acina, Alle Farben, Basti M, Bennett, DJ Dag, Lari Luke, Mausio, MOGUAI, Hymne, Neelix, Nervo, OBS, Öwnboss, Paul van Dyk, Sander van Doorn, TCHAMI, Topic Century Circus: Alignment, Amelie Lens, Charlie Sparks, Charlotte de Witte, Eric Wishes, Gregor Tresher -live-, Klanglos, Klaudia Gawlas, Lilly Palmer, Pan-Pot, Pappenheimer, PETER PAHN, SHDW & Obscure Shape, SHLØMO, Sven Väth, TRYM Home Base: AKA AKA, Alex Breitling, Babor, Black Circle, Claptone, Dominik Eulberg, LOVRA, Matthias Tanzmann, Monkey Safari, Patrick Agricultor, re:frame, Super Flu, Tini Gessler, Township Rebellion, Xander & Antonio Unterberg Classic Terminal: Bonzai All Stars, Charly Lownoise, DJ Quicksilver, DJ Toyax, Ian van Dahl, Mario Più, Miss Djax, Niels van Gogh, SUNSHINE LIVE DJ Team, Talla 2XLC, Tom Wax, WestBam, Woody van Eyden | 22 Club-Floors; 350 DJs und Live-Acts                                                                     | 65.000   |

### Hymne
Seit 1998 wird jedes Jahr eine zum Motto gleichnamige Hymne produziert. Diese wird unter dem Pseudonym Nature One Inc. veröffentlicht, hinter dem sich wechselnde DJ-Teams verbergen. So wurden die Hymnen 2002 bis 2004 von DJ Shog und dem E-Cutz Team produziert. Wake Up In Yellow von 2008 stammt von ATB und Josh Gallahan, und die Hymne aus dem Jahr 2010 wurde von Woody van Eyden produziert.
Die Hymne im Folgejahr unter dem Motto go wild – freak out wurde wieder von ATB zusammen mit Tom Novy produziert. Fünf Hymnen in Folge, von 2012 bis 2016, produzierte Jerome (Kontor Rec.). Die Hymnen von 2017 (We Call It Home) und 2018 (All you need to be) wurden vom ebenfalls bei Kontor unter Vertrag stehenden DJ Cuebrick produziert.
Im Jahr 2019 feierte die Nature One ihr 25-jähriges Jubiläum, für welches Neelix The Twenty Five kreierte. Die Hymne für das Jahr 2022 wurde von Jay Frog produziert und trug den Titel Like Nowhere Else.
Am 28. Juli 2023 wurde The Power The Change von MOGUAI feat Lili Pistorius als "Official NATURE ONE Anthem 2023" (PUNX RECORDS) veröffentlicht. Das Pseudonym Nature One Inc. sowie das diesjährige Motto where we belong wurden nicht mehr verwendet.

## Auszeichnungen
- Dance Music Award
  - 2003: in der Kategorie „Bestes Event“
- Der Helga Festival Award (von Festivalguide)
  - 2013: in der Kategorie „Bestes Festival National“ (Publikums-Award)

## Film- und Medienpräsenz
- Kastellaun und die Nature One, Alexander Stein, EinsPlus, 2013
- Techno House Deutschland, ARD 2022[38]